# 야시카

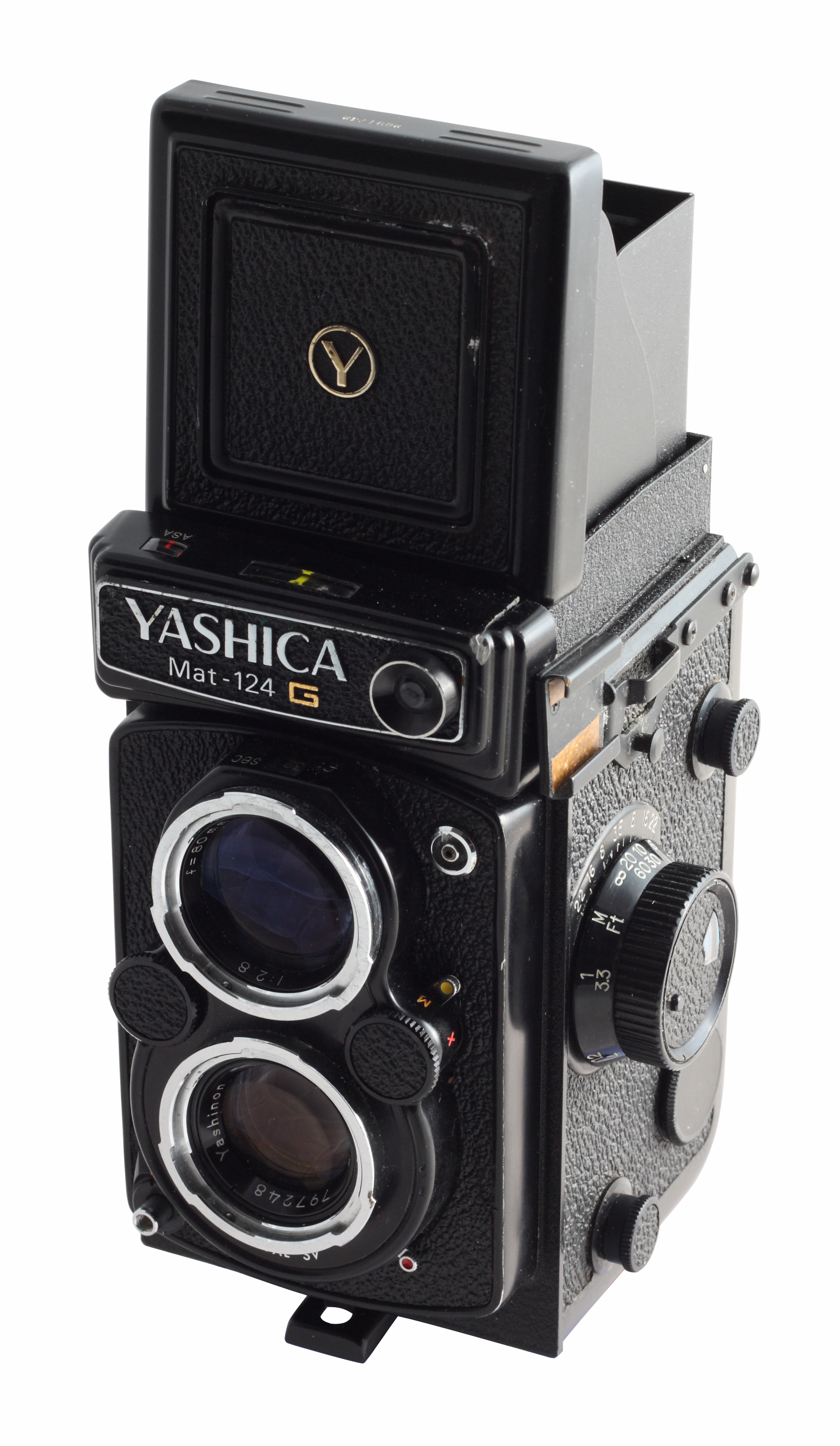

야시카(Yashica)는 1949년부터 1983년까지 일본에 존재했던 카메라 제조 기업이다.

## 모델

### 컴팩트 35mm
- Yashica Auto Focus (수동 감기)
- Yashica Auto Focus S (수동 감기)
- Yashica Auto Focus Motor (파워-감기)
- Yashica Auto Focus Motor-D (파워 감기 및 사진 날짜 표시)
- Yashica AF-M II (파워-감기, 슬라이딩 랜즈 커버를 채용한 새로운 카메라 몸체)
- Yashica AF-M II D (위와 같지만, 사진 날짜 표시)

이 카메라들은 교세라에 의해 인수되기 전 야시카에 의해 만들어졌다.